# Glenwood (Arkansas)
Glenwood est une ville située dans l’État américain de l'Arkansas, dans le comté de Pike et le comté de Montgomery.